# Wrixum
Wrixum (Fering: Wraksem) là một đô thị thuộc huyện Nordfriesland, bang Schleswig-Holstein, Đức.